# Sobibór (film)
Sobibór (ros. Собибор) – rosyjski dramat wojenny z 2018 roku w reżyserii Konstantina Chabienskiego, który był zarazem odtwórcą głównej roli. Film przedstawia historię powstania w obozie zagłady w Sobiborze w 1943 roku kierowanego przez byłego oficera Armii Czerwonej, por. Aleksandra Pieczerskiego. Jest to reżyserski debiut Chabienskiego.

## Fabuła
Akcja filmu zaczyna się w momencie, kiedy były oficer Armii Czerwonej żydowskiego pochodzenia, por. Aleksandr Pieczerski przebywający w niemieckiej niewoli, zostaje przeniesiony do obozu zagłady w Sobiborze na terytorium okupowanej Polski. Stając się naocznym świadkiem Holocaustu oraz doświadczając przemocy i okrucieństw ze strony strażników obozowych Pieczerski decyduje się zawiązać konspirację obozową złożoną z jeńców sowieckich i polskich Żydów. Po trzech tygodniach spędzonych w Sobiborze przez Pieczerskiego w obozie wybucha powstanie.

## Obsada
- Konstantin Chabienski – jako Aleksandr Pieczerski
- Christopher Lambert – jako Karl Frenzel
- Maria Kożewnikowa – jako Selma
- Felice Jankell – jako Gertrude Poppert, ps. Luka
- Dainius Kazlauskas – jako Brzecki
- Michalina Olszańska – jako Hanna
- Wolfgang Cerny – jako Gustav Wagner
- Philippe Reinhardt – jako Siegfried Graetschus
- Maximilian Dirr – jako Johann Niemann

## Odbiór
Film zebrał średnie oceny od widzów i krytyków. Na rosyjskim portalu filmowym Megacritic Sobibór zdobył średnią ocen 6/10 z 26 recenzji. Recenzent opozycyjnej „Nowej Gazety” Łarysa Maljukowa oceniła film na 8/10. Natomiast na polskim portalu Filmweb obraz Chabienskiego został średnio oceniony przez widzów na 6/10.